# De Soto (Illinois)
De Soto és una població dels Estats Units a l'estat d'Illinois. Segons el cens del 2000 tenia 1.653 habitants.

## Demografia
Segons el cens del 2000, De Soto tenia 1.653 habitants, 673 habitatges, i 444 famílies. La densitat de població era de 679 habitants/km².
Dels 673 habitatges en un 33,9% hi vivien nens de menys de 18 anys, en un 51,4% hi vivien parelles casades, en un 11,3% dones solteres, i en un 33,9% no eren unitats familiars. En el 27,3% dels habitatges hi vivien persones soles el 9,7% de les quals corresponia a persones de 65 anys o més que vivien soles. El nombre mitjà de persones vivint en cada habitatge era de 2,45 i el nombre mitjà de persones que vivien en cada família era de 3,02.
Per edats la població es repartia de la següent manera: un 26,1% tenia menys de 18 anys, un 10% entre 18 i 24, un 33,3% entre 25 i 44, un 20,3% de 45 a 60 i un 10,2% 65 anys o més.
L'edat mediana era de 33 anys. Per cada 100 dones de 18 o més anys hi havia 90,5 homes.
La renda mediana per habitatge era de 31.563 $ i la renda mediana per família de 34.929 $. Els homes tenien una renda mediana de 30.400 $ mentre que les dones 22.632 $. La renda per capita de la població era de 15.526 $. Aproximadament el 10,1% de les famílies i el 14,3% de la població estaven per davall del llindar de pobresa.

## Poblacions properes
El següent diagrama mostra les poblacions més properes.